# العلاقات السورينامية الفيتنامية
العلاقات السورينامية الفيتنامية هي العلاقات الثنائية التي تجمع بين سورينام وفيتنام.

## مقارنة بين البلدين
هذه مقارنة عامة ومرجعية للدولتين:
| وجه المقارنة                                              | سورينام                        | فيتنام           |
| --------------------------------------------------------- | ------------------------------ | ---------------- |
| المساحة (كم2)                                             | 163.27 ألف                     | 331.69 ألف       |
| عدد السكان (نسمة)                                         | 563.40 ألف                     | 94.66 مليون      |
| الكثافة السكانية (ن./كم²)                                 | 3.45                           | 285.39           |
| العاصمة                                                   | باراماريبو                     | هانوي            |
| اللغة الرسمية                                             | اللغة الهولندية                | اللغة الفيتنامية |
| العملة                                                    | دولار سورينامي، غيلدر سورينامي | دونغ فيتنامي     |
| الناتج المحلي الإجمالي (بليون دولار)                      | 3.32 مليار                     | 234.19 مليار     |
| الناتج المحلي الإجمالي (تعادل القوة الشرائية) بليون دولار | 9.07 مليار                     | 553.42 مليار     |
| الناتج المحلي الإجمالي الاسمي للفرد دولار أمريكي          | 9.48 ألف                       | 2.48 ألف         |
| الناتج المحلي الإجمالي للفرد دولار أمريكي                 | 16.64 ألف                      | 5.63 ألف         |
| مؤشر التنمية البشرية                                      | 0.714                          | 0.666            |
| رمز المكالمات الدولي                                      | +597                           | +84              |
| رمز الإنترنت                                              | .sr                            | .vn              |
| المنطقة الزمنية                                           | 00                             | ت ع م+07:00      |

## منظمات دولية مشتركة
يشترك البلدان في عضوية مجموعة من المنظمات الدولية، منها:
| علم المنظمة | اسم المنظمة                        | تاريخ انضمام سورينام | تاريخ انضمام فيتنام |
| ----------- | ---------------------------------- | -------------------- | ------------------- |
|             | يونسكو                             | 16 يوليو 1976        | 6 يوليو 1951        |
|             | وكالة ضمان الاستثمار متعدد الأطراف | 2 يوليو 2003         | 5 أكتوبر 1994       |
|             | الأمم المتحدة                      | 4 ديسمبر 1975        | 20 سبتمبر 1977      |
|             | الاتحاد البريدي العالمي            | ?                    | ?                   |
|             | البنك الدولي للإنشاء والتعمير      | 27 يونيو 1978        | 21 سبتمبر 1956      |
|             | المنظمة الهيدروغرافية الدولية      | ?                    | ?                   |
|             | الاتحاد الدولي للاتصالات           | 15 يوليو 1976        | 24 سبتمبر 1951      |
|             | منظمة حظر الأسلحة الكيميائية       | ?                    | ?                   |
|             | مؤسسة التمويل الدولية              | 1 سبتمبر 2011        | 4 أغسطس 1967        |
|             | منظمة التجارة العالمية             | ?                    | 11 يناير 2007       |
|             | منظمة الشرطة الجنائية الدولية      | ?                    | ?                   |

## وصلات خارجية
- موقع وزارة الخارجية السورينامية
- موقع وزارة الخارجية الفيتنامية